# Charles Churchill
Charles Churchill (februar 1731 – 4. november 1764) var en engelsk satirisk digter.
Churchill studerede først i Oxford, hvorfra han blev bortvist, og derefter i Cambridge, men tog aldrig nogen eksamen. Ikke desto mindre blev han præst, om end mere af nødvendighed end af kald, og virkede tillige som lærer for at hjælpe på sine sparsomme indtægter. Han var en fremragende begavelse, og de bedste af hans digte udmærker sig ved en ualmindelig skarphed i satiren og en glimrende form. 
Af hans værker kan fremhæves: The Rosciad, hvori han satiriserer over teatrene, og det derefter følgende The Apology, addressed to the Critical Reviewers (1761), The Ghost i 4 bøger (1762-63, med et angreb på Samuel Johnson Pomposo), The Prophecy of Famine, der går ud over Skotland og skotterne, The Conference og The Duettist (1763) samt Gotham og Independence (1764). 
Den bedste udgave af hans værker findes i serien The Aldine Poets (2 bind, med en biografi af digteren af James Hannay 1844, på ny udgivet 1867 og 1893).